# Foxy Brown (rapper)
Inga DeCarlo Fung Marchand (Nova Iorque, 6 de setembro de 1978), mais conhecida como Foxy Brown, é uma rapper estadunidense. Foi descoberta pelo rapper LL Cool J. Seu primeiro álbum foi Ill Na Na lançado em 1996 pela gravadora Def Jam.

## Discografia

### Álbuns de estúdio
- Ill Na Na (1996)
- Chyna Doll (1999)
- Broken Silence (2001)
- Ill Na Na 2: The Fever (2003)

- Brooklyn's Don Diva (2008)

Compilações
Best of (2014)

## Singles
- "Get Me Home"
- "I'll Be"
- "Big Bad Mamma"
- "Hot Spot"
- "I Can't"
- "Oh Yeah"
- "Candy"

## Ligações Externas
- Foxy Brown no ReverbNation